# ولاد شاكر (زكوطة)
ولاد شاكر هي إحدى مشيخات المملكة المغربية، تتبع جغرافيا لإقليم سيدي قاسم وإداريًا لزكوطة. يقدر عدد سكانها بـ 3519 نسمة حسب الإحصاء الرسمي للسكان والسكنى لسنة 2004.